# Eu Tenho um Sonho

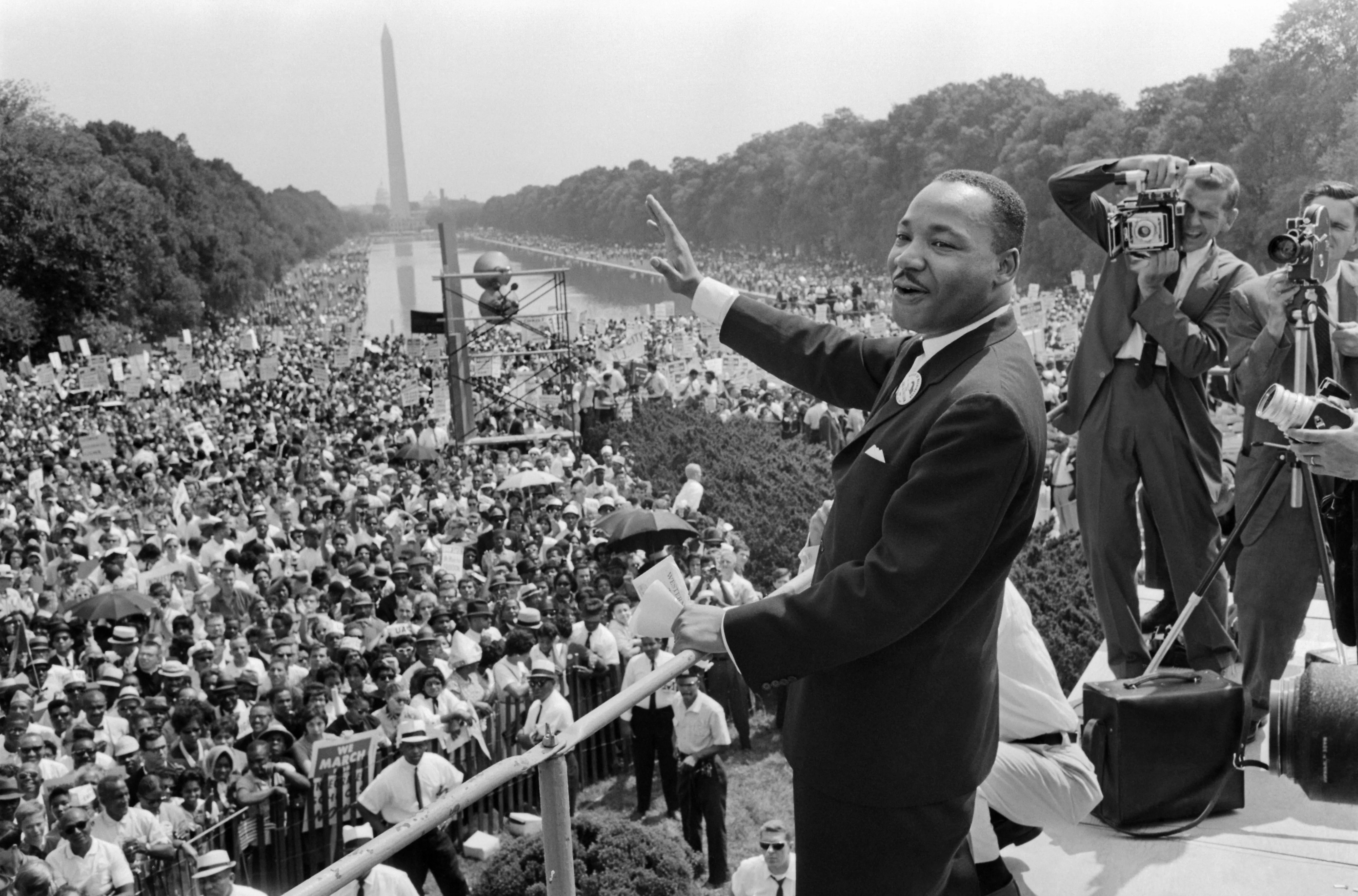
Martin Luther King Jr após o discurso.

"Eu Tenho um Sonho" (em inglês: "I Have a Dream") é o nome popular dado ao histórico discurso público feito por Martin Luther King, ativista político e pastor estadunidense, no qual falava da necessidade de união e coexistência harmoniosa entre negros e brancos no futuro. O discurso, realizado no dia 28 de agosto de 1963, nos degraus do Lincoln Memorial em Washington, D.C., como parte da Marcha sobre Washington por Trabalho e Liberdade, foi um momento decisivo na história do movimento dos direitos civis dos negros nos Estados Unidos. Feito em frente a uma plateia de mais de duzentas mil pessoas que apoiavam a causa, o discurso é considerado um dos maiores na história e foi eleito o melhor discurso estadunidense do século XX numa pesquisa feita no ano de 1999. De acordo com o congressista John Lewis, que também fez um discurso naquele mesmo dia como o presidente do Comitê Estudantil da Não-Violência, "o Dr. King tinha o poder, a habilidade e a capacidade de transformar aqueles degraus no Lincoln Memorial em um púlpito moderno. Falando do jeito que fez, ele conseguiu educar, inspirar e informar [não apenas] as pessoas que ali estavam, mas também pessoas em todo os EUA e outras gerações que nem sequer haviam nascido".

## Legado

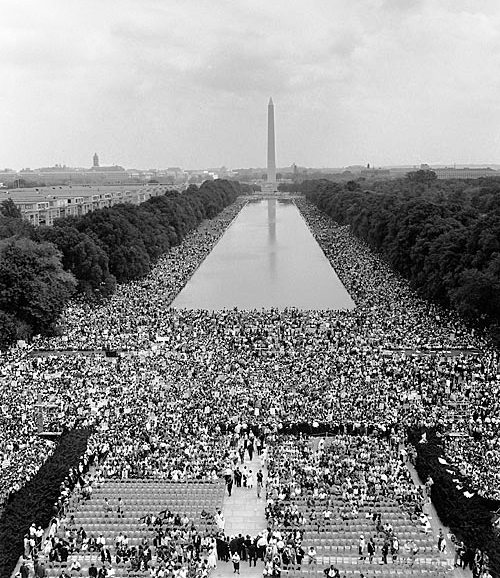
Degraus do Lincoln Memorial e entorno do Monumento a Washington no momento em que King pronunciava o discurso.

A Marcha de Washington colocou mais pressão na administração do então presidente John F. Kennedy para que as questões de direitos civis fossem levadas até o Congresso, mas com o assassinato do presidente Kennedy mais tarde naquele mesmo ano, foi que o seu sucessor, Lyndon B. Johnson, conseguiu fazer com que o Civil Rights Act of 1964 (Ato de Direitos Civis de 1964) fosse aprovado pelo Congresso, seguido do 1965 Voting Rights Act (Ato de Direitos do Voto de 1965).
No acordar de seu discurso e da Marcha de Washington, King foi nomeado o Homem do Ano de 1963 pela revista Time. E mais tarde, em 1964, King tornou-se a pessoa mais nova a receber um prêmio Nobel da Paz.

## Disputas de direitos autorais

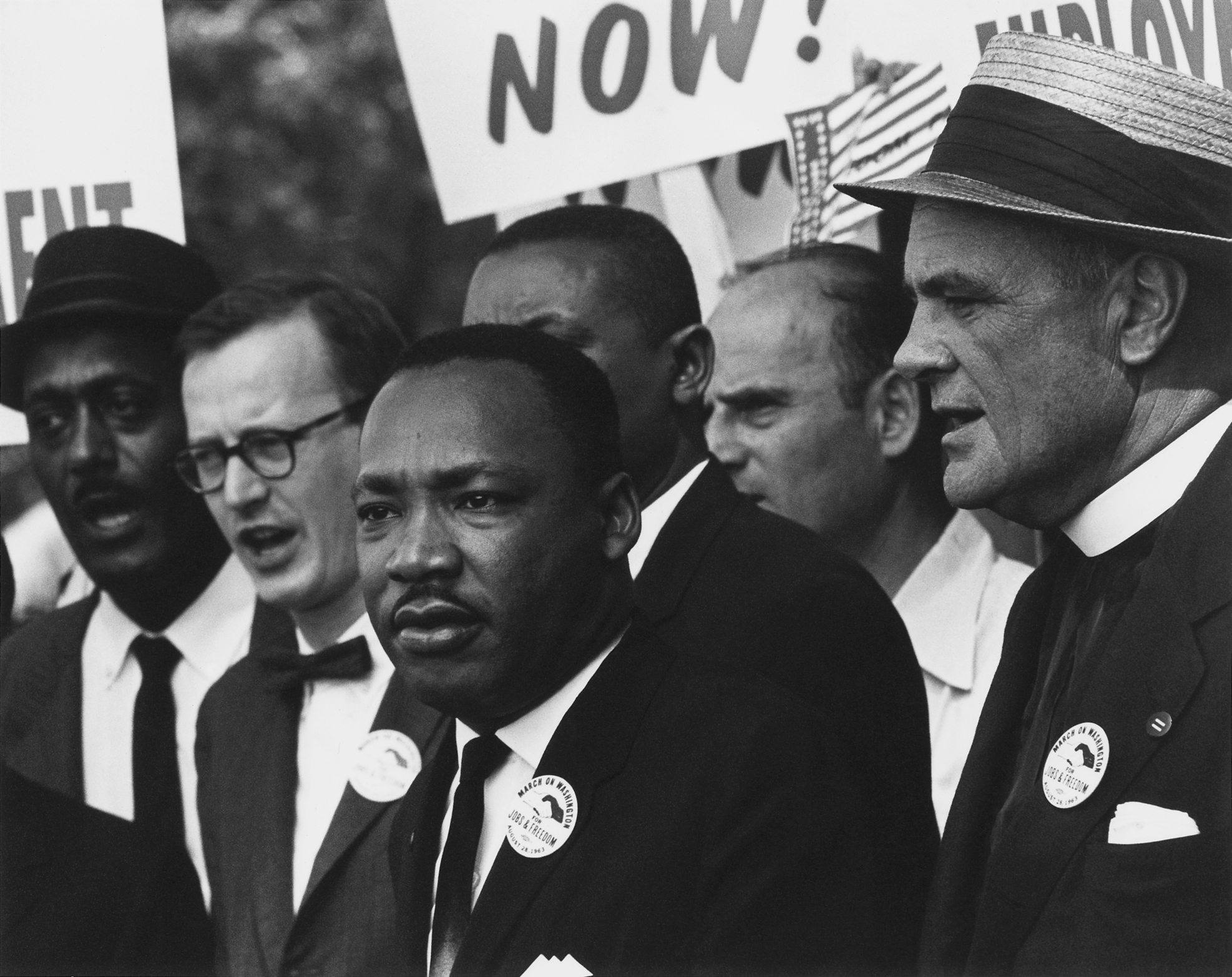
Martin Luther King fazendo seu discurso.

Devido ao fato de King ter distribuído cópias do discurso em sua performance, o status do direito autoral deste se tornou controverso por algum tempo. Isto levou a um processo civil intitulado Propriedades de Martin Luther King, Jr., Inc. vs. CBS, Inc., que estabeleceu que os responsáveis das propriedades de King têm o direito autoral sobre o discurso e que tiveram consistência ao abrirem o processo; as duas partes envolvidas entraram num acordo. O uso não-licenciado do discurso ou de uma parte deste ainda pode ser legal em algumas circunstâncias e jurisdições sobre a doutrina de "fair use" ou "fair dealing".